# 猪熊重二
猪熊 重二（いのくま じゅうじ、1931年1月9日 - 2007年1月28日）は、日本の政治家、弁護士。群馬県出身。中央大学卒業。公明党参議院議員（2期）。
娘は東京都副知事の猪熊純子。

## 経歴
1931年1月9日、群馬県に生まれる。中央大学卒業。小学校教諭、弁護士を務める。東京都港区西新橋に猪熊重二法律事務所を設立。
1983年、第13回参議院議員通常選挙に公明党公認候補として立候補したが落選する。1986年7月6日、第14回参議院議員通常選挙に、比例区から公明党公認候補として立候補し、初当選する（以降2期）。参議院法務委員長、参議院科学技術特別委員長、中央選挙管理委員会委員を歴任する。臓器の移植に関する法律猪熊案の作成等を行った。
2007年1月28日、肺癌のため死去した。76歳没。通夜・葬儀は近親者で行い、香典、供花、弔電等は辞退した。

## 人物
- 1995年3月22日に警察庁がオウム真理教への強制捜査を行った際に防衛庁に協力を要請したことについて、テレビ朝日の取材に対して、「上九一色村にサリンが存在したと仮定して、警察の科学知識が不十分な場合に自衛隊に協力を要請するのは止むを得ない面もあるが、法律を脱法したり拡大解釈したりすることは法治主義の退化であり、国における基本的人権のなし崩しにつながることを危惧する」と発言している。
- 1997年の法案審議において、複数審議された臓器移植法の法律案の1つの仮称として、猪熊の名を付した「猪熊案」がある。
- 政治犯・辛光洙の釈放に署名している。

## 役職歴
- 参議院法務委員長
- 参議院科学技術特別委員長